# Міжнародна математична олімпіада
Міжнародна математична олімпіада (ММО, англ. IMO, International Mathematical Olympiad) — щорічне змагання з математики для школярів. Це найстаріша з міжнародних наукових олімпіад школярів.
Перша ММО була проведена в 1959 в Народній Республіці Румунія. Відтоді вона проводиться щорічно (єдиним винятком був 1980-й, коли вона не проводилась). Спочатку в Олімпіаді брали участь тільки школярі із країн РЕВ, але незабаром географія розширилася. У 2009 році було 104 країни-учасниці.
Кожну країну представляє команда не більше ніж з шести (спочатку — восьми) учасників, керівника та наукового керівника. Офіційно ММО — особиста першість. Учасники мають бути не старші за 20 років і не вчитися у ЗВО.
Учасникам пропонується розв'язати 6 задач (по три задачі на день, протягом двох днів поспіль), кожна з яких оцінюється в 7 балів, так що можливий максимум — 42 бали.
Задачі вибираються з різних областей шкільної математики, здебільшого з геометрії, теорії чисел, алгебри й комбінаторики.
Вони не вимагають знань вищої математики та часто мають красиве і коротке рішення.
Перша і четверта задача класифікуються як легкі, друга і п'ята — як середні, третя і шоста — як важкі. (У 2007 році третю і шосту розв'язали по 5 учасників з усього світу).

## Україна на ММО
Україна бере участь у ММО з 1992 року (у 1992 році ще неофіційно).
На 59-й Міжнародній математичній олімпіаді, яка проходила з 3 по 14 липня 2018 року у Румунії, українські школярі отримали 4 золотих та 2 срібних медалі та здобули четверте командне місце.
До цього найвищим досягненням української команди було шосте місце у 2014, 2007, 1997 роках.

## Головні країни-переможці
Найкращі 15 країн за медальним заліком за весь час:
| №  | Країна          | Виступів | Золотих медалей за участь | Золото | Срібло | Бронза |
| -- | --------------- | -------- | ------------------------- | ------ | ------ | ------ |
| 1  | КНР             | 34       | 4,62                      | 157    | 35     | 6      |
| 2  | США             | 45       | 2,89                      | 130    | 112    | 29     |
| 3  | Росія           | 28       | 3,54                      | 99     | 57     | 12     |
| 4  | Угорщина        | 59       | 1,39                      | 82     | 167    | 99     |
| 5  | Південна Корея  | 32       | 2,47                      | 79     | 70     | 27     |
| 6  | Румунія         | 60       | 1,28                      | 77     | 144    | 105    |
| 7  | СРСР            | 29       | 2,66                      | 77     | 67     | 45     |
| 8  | В'єтнам         | 43       | 1,44                      | 62     | 108    | 73     |
| 9  | Болгарія        | 60       | 0,90                      | 54     | 119    | 109    |
| 10 | Німеччина       | 42       | 1,21                      | 51     | 100    | 79     |
| 11 | Велика Британія | 52       | 0,92                      | 48     | 109    | 125    |
| 12 | Іран            | 34       | 1,32                      | 45     | 97     | 43     |
| 13 | Японія          | 30       | 1,40                      | 42     | 82     | 45     |
| 14 | Тайвань         | 28       | 1,46                      | 41     | 91     | 27     |
| 15 | Україна         | 27       | 1,44                      | 39     | 63     | 45     |

## Минулі олімпіади
- 1 ММО — Брашов і Бухарест, Народна Республіка Румунія, 1959 р.
- 2 ММО — Сіная, Народна Республіка Румунія, 1960 р.
- 3 ММО — Веспрем, Угорська Народна Республіка, 1961 р.
- 4 ММО — Чеське Будейовіце, Чехословацька Соціалістична Республіка, 1962 р.
- 5 ММО — Варшава і Вроцлав, Польська Народна Республіка, 1963 р.
- 6 ММО — Москва, СРСР, 1964 р.
- 7 ММО — Берлін, НДР, 1965 р.
- 8 ММО — Софія, Народна Республіка Болгарія, 1966 р.
- 9 ММО — Цетинє, Соціалістична Федеративна Республіка Югославія, 1967 р.
- 10 ММО — Москва, СРСР, 1968 р.
- 11 ММО — Бухарест, Соціалістична Республіка Румунія, 1969 р.
- 12 ММО — Кестель, Угорська Народна Республіка, 1970 р.
- 13 ММО — Жиліна, Чехословацька Соціалістична Республіка, 1971 р.
- 14 ММО — Торунь, Польська Народна Республіка, 1972 р.
- 15 ММО — Москва, СРСР, 1973 р.
- 16 ММО — Ерфурт і Берлін, НДР, 1974 р.
- 17 ММО — Бургас і Софія, Народна Республіка Болгарія, 1975 р.
- 18 ММО — Лієнц, Австрія, 1976 р.
- 19 ММО — Белград, Соціалістична Федеративна Республіка Югославія, 1977 р.
- 20 ММО — Бухарест, Соціалістична Республіка Румунія, 1978 р.
- 21 ММО — Лондон, Велика Британія, 1979 р.
- У 1980 р. олімпіада не проводилась.
- 22 ММО — Вашингтон, США, 1981 р.
- 23 ММО — Будапешт, Угорська Народна Республіка, 1982 р.
- 24 ММО — Париж, Франція, 1983 р.
- 25 ММО — Прага, Чехословацька Соціалістична Республіка, 1984 р.
- 26 ММО — Йоутса, Фінляндія, 1985 р.
- 27 ММО — Варшава, Польська Народна Республіка, 1986 р.
- 28 ММО — Гавана, Куба, 1987 р.
- 29 ММО — Канберра, Австралія, 1988 р.
- 30 ММО — Брауншвайг, ФРН, 1989 р.
- 31 ММО — Пекін, КНР, 1990 р.
- 32 ММО — Сигтуна, Швеція, 1991 р.
- 33 ММО — Москва, Росія, 1992 р.
- 34 ММО — Стамбул, Туреччина, 1993 р.
- 35 ММО — Гонконг, 1994 р.
- 36 ММО — Торонто, Канада, 1995 р.
- 37 ММО — Мумбаї, Індія, 1996 р.
- 38 ММО — Мар-дель-Плата, Аргентина, 1997 р.  [Архівовано 5 грудня 1998 у Wayback Machine.]
- 39 ММО — Тайбей, Тайвань, 1998 р.
- 40 ММО — Бухарест, Румунія, 1999 р.
- 41 ММО — Теджон, Південна Корея, 2000 р.
- 42 ММО — Вашингтон, США, 2001 р.  [Архівовано 24 червня 2018 у Wayback Machine.]
- 43 ММО — Глазго, Велика Британія, 2002 р.
- 44 ММО — Токіо, Японія, 2003 р.
- 45 ММО — Афіни, Греція, 2004 р.
- 46 ММО — Мерида, Мексика, 2005 р.  [Архівовано 5 вересня 2008 у Wayback Machine.]
- 47 ММО — Любляна, Словенія, 6-18 липня 2006 р.  [Архівовано 28 лютого 2009 у Wayback Machine.]
- 48 ММО — Ханой, В'єтнам, 2007 р.
- 49 ММО — Мадрид, Іспанія, 2008 р.
- 50 ММО — Бремен, Німеччина, 2009 р.
- 51 ММО — Астана, Казахстан, 2010 р.
- 52 ММО — Амстердам, Нідерланди, 2011 р.
- 53 ММО — Мар-дель-Плата, Аргентина, 2012 р.  [Архівовано 3 жовтня 2018 у Wayback Machine.]
- 54 ММО — Санта-Марта, Колумбія, 2013 р.
- 55 ММО — Кейптаун, ПАР, 2014 р.
- 56 ММО — Чанг Мей, Таїланд 2015 р.  [Архівовано 10 серпня 2018 у Wayback Machine.]
- 57 ММО — Гонконг, 2016 р.
- 58 ММО — Ріо-де-Жанейро, Бразилія, 2017 р.  [Архівовано 3 червня 2017 у Wayback Machine.]
- 59 ММО — Румунія, 2018 р.
- 60 ММО — Велика Британія, 2019 р.
- 61 ММО — Санкт-Петербург, Росія, 2020 р. [16]

## Відомі переможці
Багато переможців Міжнародної математичної олімпіади стали провідними вченими-математиками. Серед них Мар'ям Мірзахані, Григорій Перельман, Нго Бао Чау, Теренс Тао,  Ласло Бабай, Акшай Венкатеш, Григорій Маргуліс, Лоран Лаффорг, Жан-Крістоф Йокко та ін.